# Avenging Angelo
Avenging Angelo ist eine US-amerikanische Actionkomödie von Martyn Burke aus dem Jahr 2002.

## Handlung
Der Mafiachef Angelo Allieghieri beauftragt Frankie Delano, der ihm stets als Leibwächter gedient hatte, mit dem Schutz seiner Tochter Jennifer Barrett. Jennifer wurde als kleines Kind adoptiert und weiß nichts über ihre Herkunft.
Angelo Allieghieri wird vom Killer Bruno ermordet. Anschließend offenbart Frankie der Frau, wer ihr Vater war. Jennifer, die bei den Adoptiveltern Whitney Towers und Peggy Towers aufgewachsen war, will den Tod Allieghieris rächen. Jennifer verliebt sich in den Schriftsteller Marcello. Später stellt sich heraus, dass er in Wirklichkeit Gianni Carboni heißt und es auf das Leben Jennifers abgesehen hat. Frankie muss zahlreiche Anschläge auf ihr Leben abwehren.
Jennifer Barrett tötet schließlich den Hintermann der Ermordung ihres Vaters, indem sie den älteren Mann verführt. Er stirbt an einem Herzinfarkt.

## Kritiken
Das Lexikon des internationalen Films schrieb, der Film sei eine „recht unterhaltsame Mixtur aus Thriller, romantischer Komödie und Slapstick“.
Die dem Fernsehen gewidmete Website von Yahoo bezeichnete den Film als eine „unterhaltsame Mischung aus Romantik- und Kriminal-Komödie“. Einige „recht witzige und charmante Einfälle“ würden die Vorhersehbarkeit der Handlung ausgleichen. Sylvester Stallone sei in einer romantischen Komödie eine Fehlbesetzung. Die Chemie zwischen Stallone und Madeleine Stowe stimme nicht.
Scott Weinberg schrieb auf Efilmcritic.com, Sylvester Stallone verdiene Besseres als diesen Film. Die Handlung schwenke „faul“ („lazily“) vom „ermüdenden“ Kriminalfilm zum „blödsinnigen“ Actionfilm. Sie ergebe weder einen klaren Sinn noch Logik. Weinberg lobte die Darstellung von Sylvester Stallone, der „entspannt“ wirke.

## Hintergrund
Der Film wurde in New York City, in Toronto, in Hamilton (Ontario) und auf Castellammare del Golfo, Sizilien, gedreht. Seine Produktionskosten betrugen schätzungsweise 17 Millionen US-Dollar. Er wurde am 7. September 2002 auf dem französischen Deauville American Film Festival vorgeführt.
Anthony Quinn spielte in diesem Film seine letzte Rolle.